# Montpeyroux (Hérault)
Pour les articles homonymes, voir Montpeyroux.
Montpeyroux, en occitan Mont Peirós (qui signifie « Mont Pierreux »), est une commune française située dans le nord du département de l'Hérault, en région Occitanie.
Exposée à un climat méditerranéen, elle est drainée par le ruisseau de Lagamas, le ruisseau de l'Avenc, le Rouvignou et par deux autres cours d'eau. La commune possède un patrimoine naturel remarquable : deux sites Natura 2000 (les « gorges de l'Hérault » et les « hautes garrigues du Montpelliérais ») et six zones naturelles d'intérêt écologique, faunistique et floristique.
Montpeyroux est une commune rurale qui compte 1 418 habitants en 2022, après avoir connu une forte hausse de la population depuis 1962. Elle fait partie de l'aire d'attraction de Montpellier. Ses habitants sont appelés les Montpeyrousiens et Montpeyrousiennes.

## Géographie

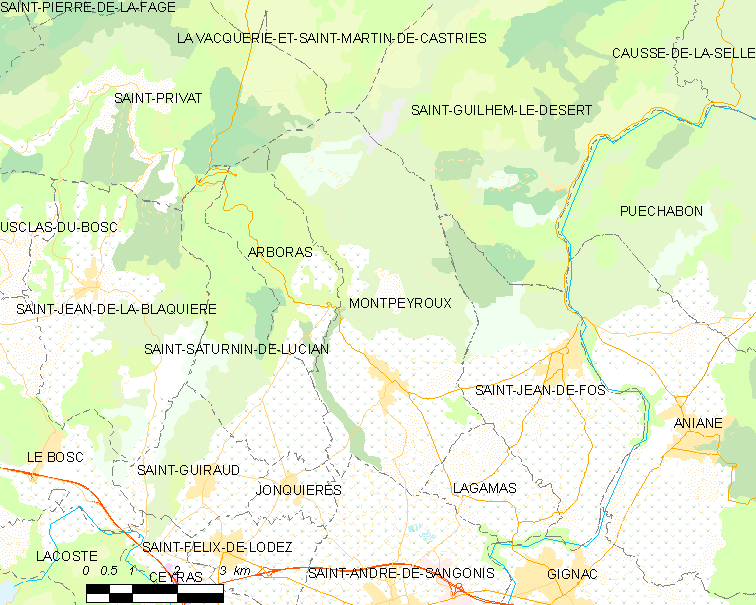
Carte

Adossé au Mont Saint-Baudille à l'extrême sud-ouest du versant méridional de la Séranne, le village est dominé par le Castellas et le Pic Baudille, situés respectivement à 250 et 847 mètres d'altitude.
Carrefour de différentes voies de communication : drailles, chemins saliniers et routes de pèlerinage, il est à proximité des abbayes d'Aniane et de Saint-Guilhem-le-Désert. Cette situation, ouverte par ailleurs sur la moyenne vallée de l'Hérault, a déterminé sa prospérité économique depuis le Moyen Âge[réf. nécessaire].
Le territoire de la commune est traversé par la Via Tolosana, un des principaux chemins vers Saint-Jacques de Compostelle.

### Communes limitrophes
| Saint-Privat             | La Vacquerie-et-Saint-Martin-de-Castries | Saint-Guilhem-le-Désert |
| Arboras                  | Montpeyroux                              | Saint-Jean-de-Fos       |
| Saint-Saturnin-de-Lucian | Saint-André-de-Sangonis                  | Lagamas                 |

### Climat
Pour des articles plus généraux, voir Climat de l'Occitanie et Climat de l'Hérault.
En 2010, le climat de la commune est de type climat méditerranéen franc, selon une étude s'appuyant sur une série de données couvrant la période 1971-2000. En 2020, Météo-France publie une typologie des climats de la France métropolitaine dans laquelle la commune est exposée à un climat méditerranéen et est dans la région climatique  Provence, Languedoc-Roussillon, caractérisée par une pluviométrie faible en été, un très bon ensoleillement (2 600 h/an), un été chaud (21,5 °C), un air très sec en été, sec en toutes saisons, des vents forts (fréquence de 40 à 50 % de vents > 5 m/s) et peu de brouillards.
Pour la période 1971-2000, la température annuelle moyenne est de 14,4 °C, avec une amplitude thermique annuelle de 16,2 °C. Le cumul annuel moyen de précipitations est de 955 mm, avec 7,1 jours de précipitations en janvier et 3,2 jours en juillet. Pour la période 1991-2020, la température moyenne annuelle observée sur la station météorologique la plus proche, située sur la commune de Saint-André-de-Sangonis à 5 km à vol d'oiseau, est de 15,5 °C et le cumul annuel moyen de précipitations est de 652,4 mm,. Pour l'avenir, les paramètres climatiques de la commune estimés pour 2050 selon différents scénarios d’émission de gaz à effet de serre sont consultables sur un site dédié publié par Météo-France en novembre 2022.

### Milieux naturels et biodiversité

#### Réseau Natura 2000

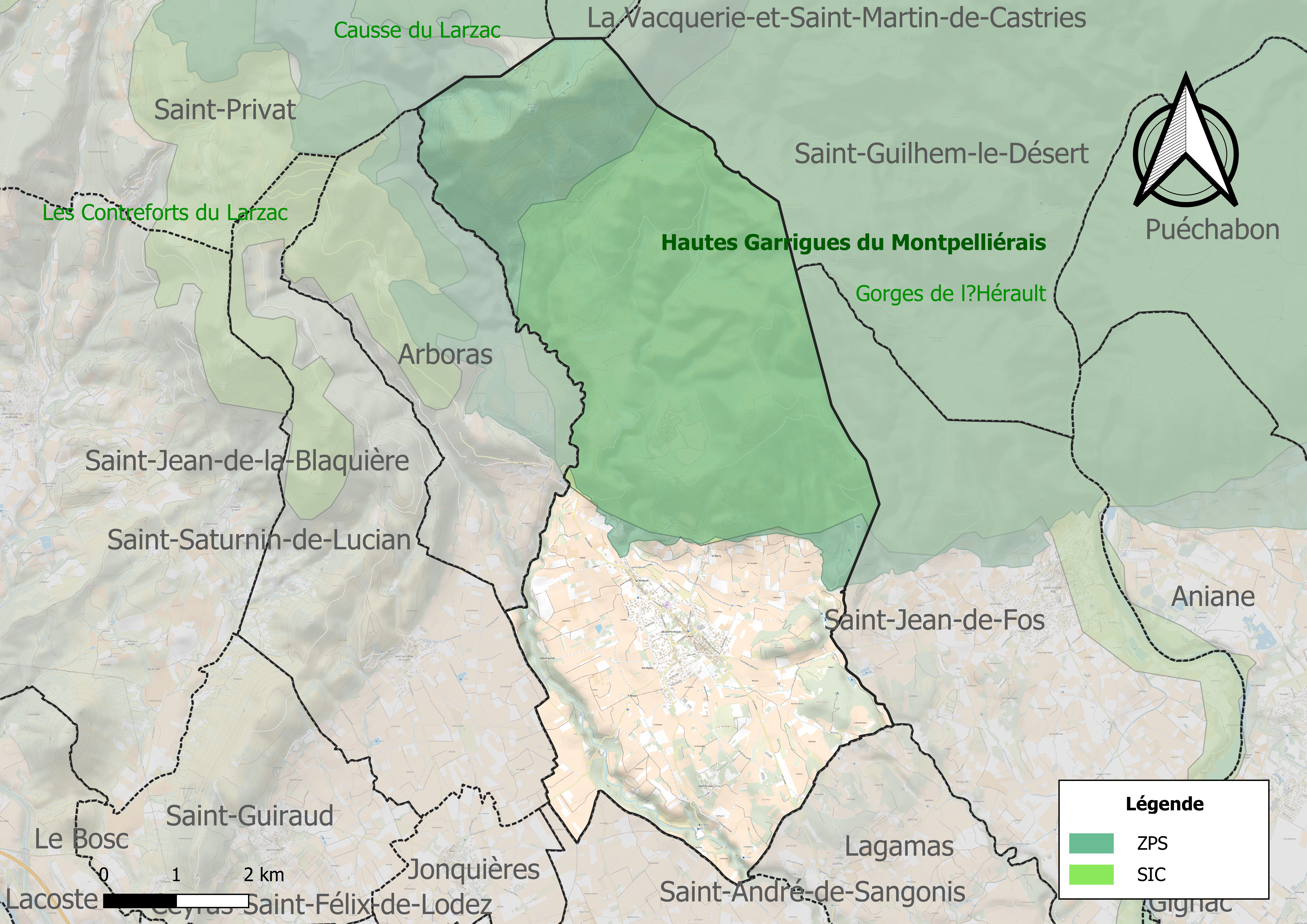
Site Natura 2000 sur le territoire communal.

Le réseau Natura 2000 est un réseau écologique européen de sites naturels d'intérêt écologique élaboré à partir des directives habitats et oiseaux, constitué de zones spéciales de conservation (ZSC) et de zones de protection spéciale (ZPS).
Un site Natura 2000 a été défini sur la commune au titre de la directive habitats :
- les « gorges de l'Hérault », d'une superficie de 21 736 ha, entaillent un massif calcaire vierge de grandes infrastructures dont les habitats forestiers (forêt de Pins de Salzman et chênaie verte) et rupicoles sont bien conservés. La pinède de Pins de Salzmann de Saint-Guilhem-le-Désert est une souche pure et classée comme porte-graines par les services forestiers. Il s'agit d'une forêt développée sur des roches dolomitiques[9]

et un au titre de la directive oiseaux : 
- les « hautes garrigues du Montpelliérais », d'une superficie de 45 444 ha, abritant trois couples d'Aigles de Bonelli, soit 30 % des effectifs régionaux[10].

#### Zones naturelles d'intérêt écologique, faunistique et floristique
L’inventaire des zones naturelles d'intérêt écologique, faunistique et floristique (ZNIEFF) a pour objectif de réaliser une couverture des zones les plus intéressantes sur le plan écologique, essentiellement dans la perspective d’améliorer la connaissance du patrimoine naturel national et de fournir aux différents décideurs un outil d’aide à la prise en compte de l’environnement dans l’aménagement du territoire.
Trois ZNIEFF de type 1 sont recensées sur la commune :
- l'« aval  des vallées des ruisseaux du Rouvignous et du Joncas » (339 ha), couvrant 2 communes du département[12] ;
- le « Mont Saint-Baudille » (550 ha), couvrant 4 communes du département[13],
- la « vallée du Verdus et cirque de l'Infernet » (316 ha), couvrant 2 communes du département[14] ;

et trois ZNIEFF de type 2, : 
- le « causse et contreforts du Larzac et montagne de la Séranne » (44 035 ha), couvrant 33 communes dont une dans l'Aveyron, deux dans le Gard et 30 dans l'Hérault[15] ;
- le « cours moyen de l'Hérault et de la Lergue » (976 ha), couvrant 22 communes du département[16] ;
- le « massif des gorges de l'Hérault et de la Buège » (21 342 ha), couvrant 17 communes du département[17].

Carte des ZNIEFF de type 1 et 2 à Montpeyroux.
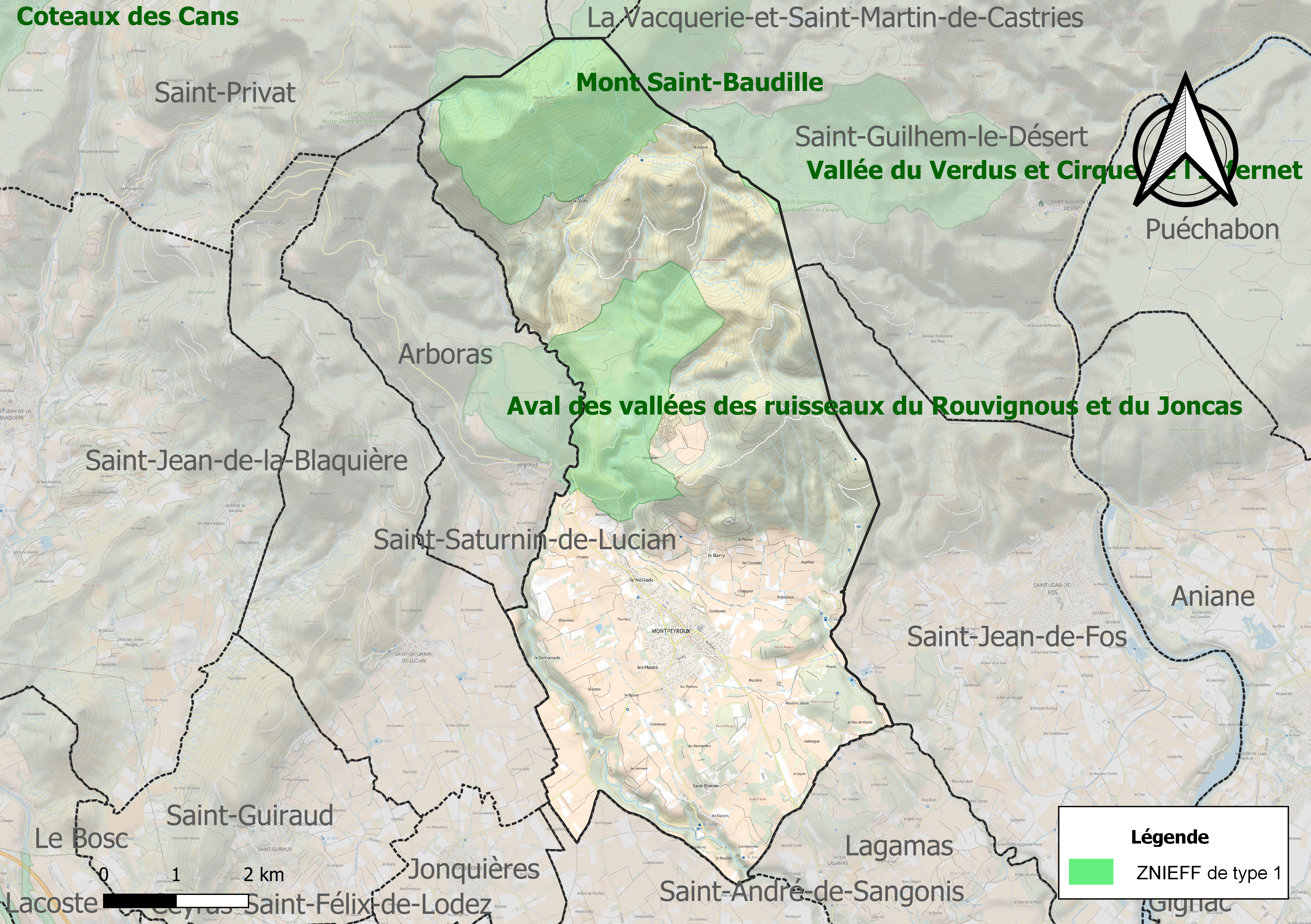
Carte des ZNIEFF de type 1 sur la commune.
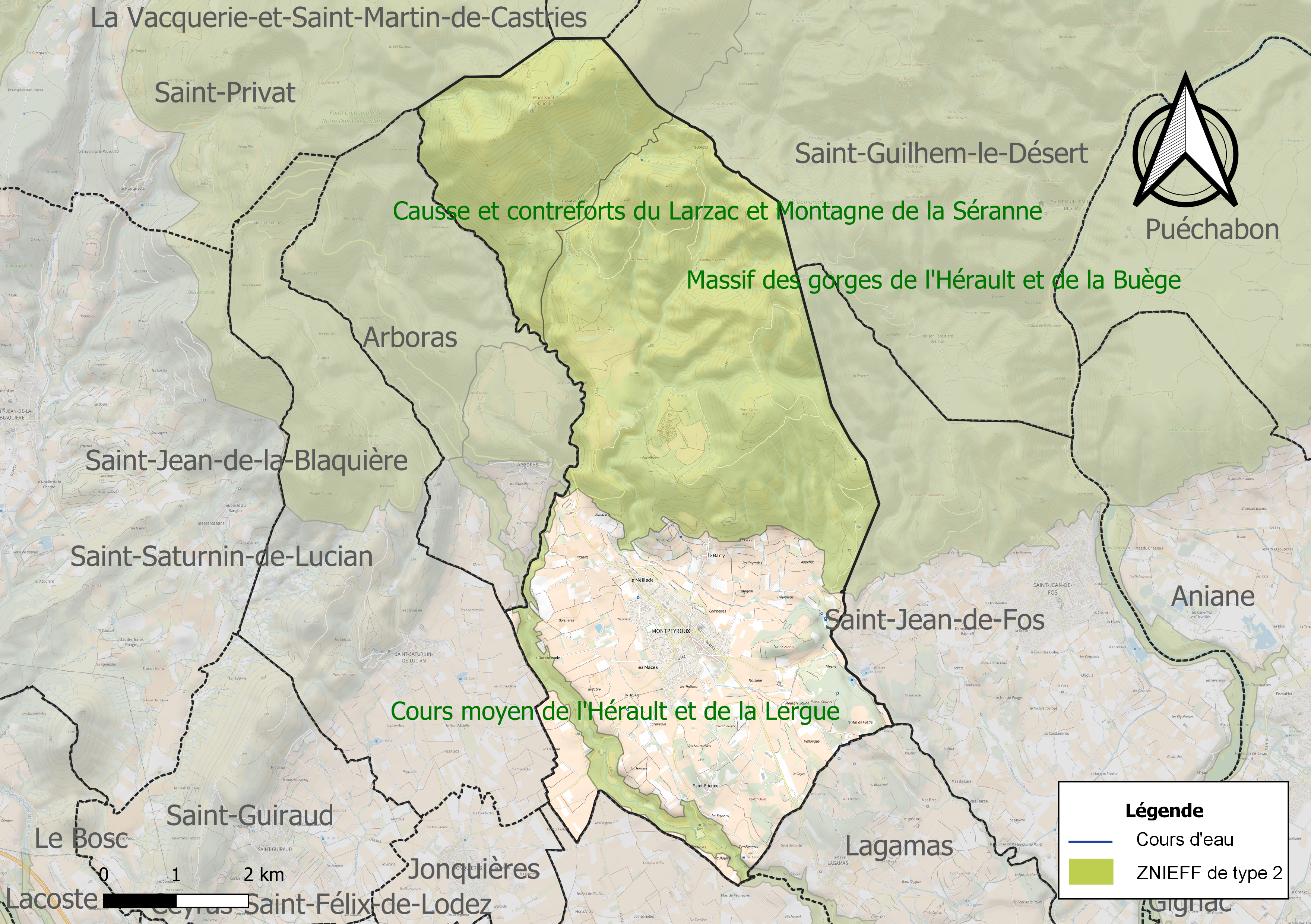
Carte des ZNIEFF de type 2 sur la commune.

## Urbanisme

### Typologie
Au 1er janvier 2024, Montpeyroux est catégorisée bourg rural, selon la nouvelle grille communale de densité à sept niveaux définie par l'Insee en 2022.
Elle est située hors unité urbaine. Par ailleurs la commune fait partie de l'aire d'attraction de Montpellier, dont elle est une commune de la couronne,. Cette aire, qui regroupe 161 communes, est catégorisée dans les aires de 700 000 habitants ou plus (hors Paris),.

### Occupation des sols
L'occupation des sols de la commune, telle qu'elle ressort de la base de données européenne d’occupation biophysique des sols Corine Land Cover (CLC), est marquée par l'importance des forêts et milieux semi-naturels (59,3 % en 2018), en diminution par rapport à 1990 (62,8 %). La répartition détaillée en 2018 est la suivante : 
milieux à végétation arbustive et/ou herbacée (45,2 %), cultures permanentes (29,1 %), zones agricoles hétérogènes (8,6 %), forêts (7,3 %), espaces ouverts, sans ou avec peu de végétation (6,8 %), zones urbanisées (2,9 %). L'évolution de l’occupation des sols de la commune et de ses infrastructures peut être observée sur les différentes représentations cartographiques du territoire : la carte de Cassini (XVIIIe siècle), la carte d'état-major (1820-1866) et les cartes ou photos aériennes de l'IGN pour la période actuelle (1950 à aujourd'hui).

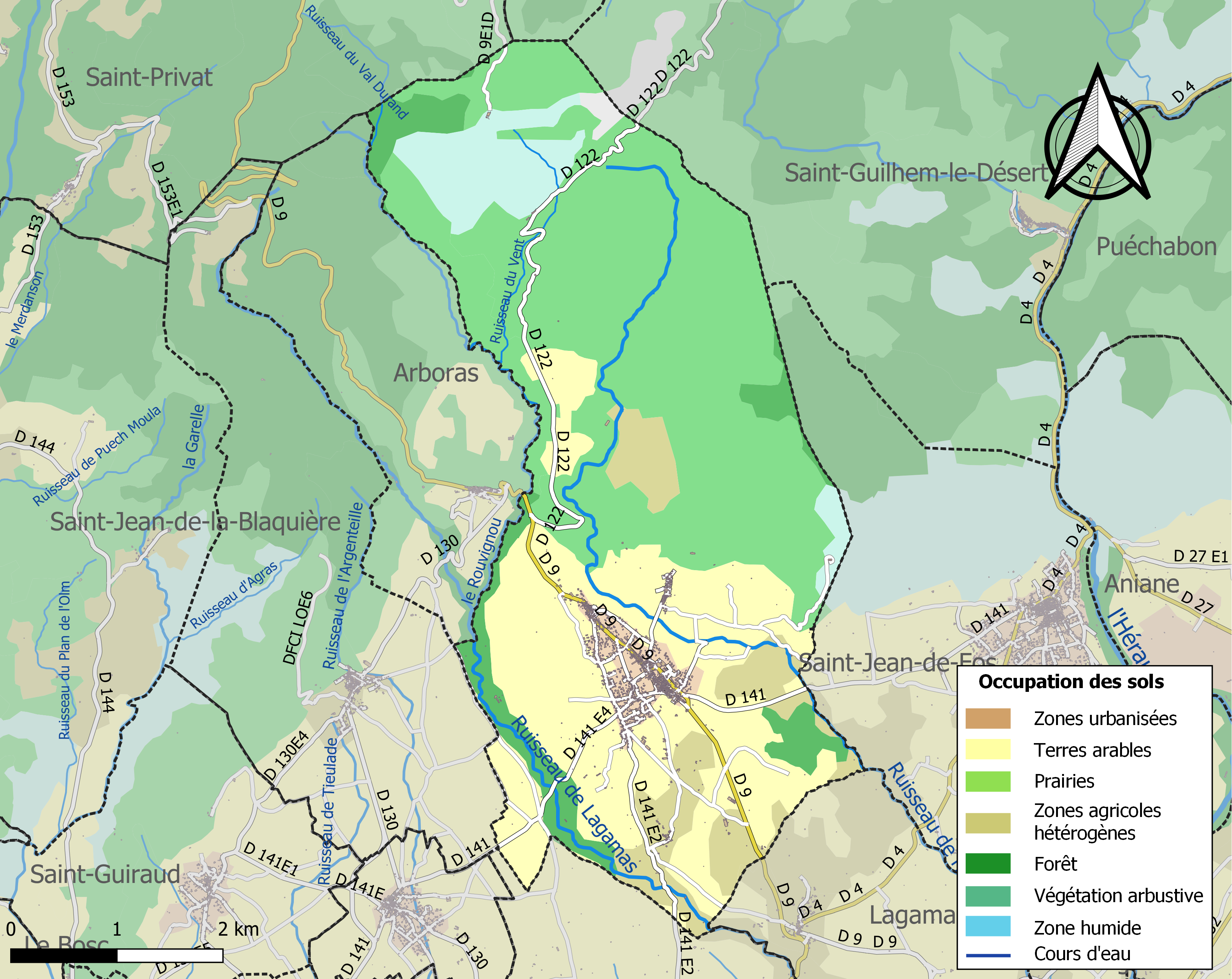
Carte des infrastructures et de l'occupation des sols de la commune en 2018 (CLC).

### Risques majeurs
Le territoire de la commune de Montpeyroux est vulnérable à différents aléas naturels : météorologiques (tempête, orage, neige, grand froid, canicule ou sécheresse), inondations, feux de forêts et séisme (sismicité faible). Il est également exposé à un risque particulier : le risque de radon. Un site publié par le BRGM permet d'évaluer simplement et rapidement les risques d'un bien localisé soit par son adresse soit par le numéro de sa parcelle.

#### Risques naturels
Certaines parties du territoire communal sont susceptibles d’être affectées par le risque d’inondation par débordement de cours d'eau, notamment le ruisseau de l'Avenc et le ruisseau de Lagamas. La commune a été reconnue en état de catastrophe naturelle au titre des dommages causés par les inondations et coulées de boue survenues en 1982, 2002 et 2014,.
Montpeyroux est exposée au risque de feu de forêt. Un plan départemental de protection des forêts contre les incendies (PDPFCI) a été approuvé en juin 2013 et court jusqu'en 2022, où il doit être renouvelé. Les mesures individuelles de prévention contre les incendies sont précisées par deux arrêtés préfectoraux et s’appliquent dans les zones exposées aux incendies de forêt et à moins de 200 mètres de celles-ci. L’arrêté du 25 avril 2002 réglemente l'emploi du feu en interdisant notamment d’apporter du feu, de fumer et de jeter des mégots de cigarette dans les espaces sensibles et sur les voies qui les traversent sous peine de sanctions. L'arrêté du 11 mars 2013 rend le débroussaillement obligatoire, incombant au propriétaire ou ayant droit,.

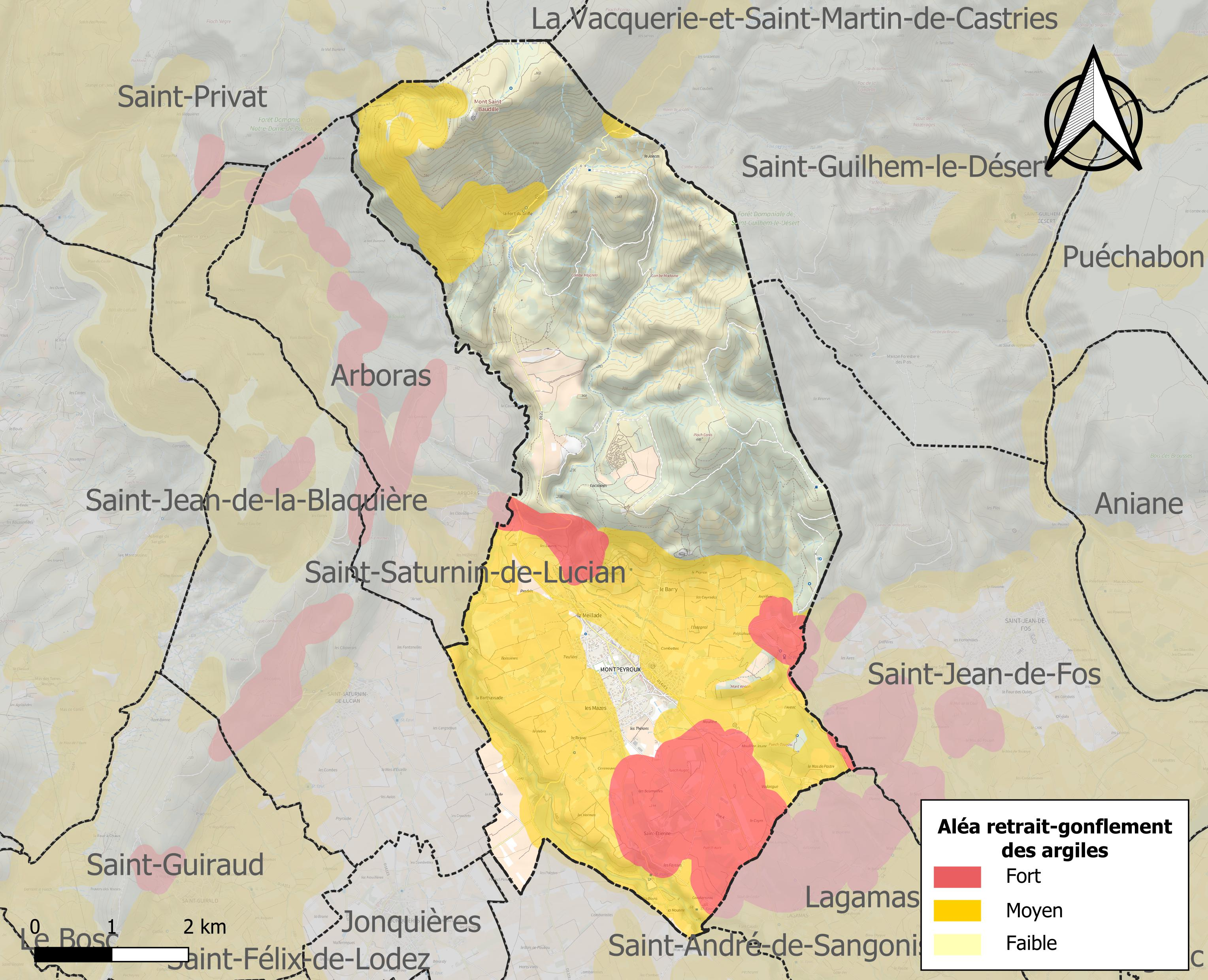
Carte des zones d'aléa retrait-gonflement des sols argileux de Montpeyroux.

Le retrait-gonflement des sols argileux est susceptible d'engendrer des dommages importants aux bâtiments en cas d’alternance de périodes de sécheresse et de pluie. 45,2 % de la superficie communale est en aléa moyen ou fort (59,3 % au niveau départemental et 48,5 % au niveau national). Sur les 715 bâtiments dénombrés sur la commune en 2019, 365 sont en aléa moyen ou fort, soit 51 %, à comparer aux 85 % au niveau départemental et 54 % au niveau national. Une cartographie de l'exposition du territoire national au retrait gonflement des sols argileux est disponible sur le site du BRGM,.
Par ailleurs, afin de mieux appréhender le risque d’affaissement de terrain, l'inventaire national des cavités souterraines permet de localiser celles situées sur la commune.

#### Risque particulier
Dans plusieurs parties du territoire national, le radon, accumulé dans certains logements ou autres locaux, peut constituer une source significative d’exposition de la population aux rayonnements ionisants. Certaines communes du département sont concernées par le risque radon à un niveau plus ou moins élevé. Selon la classification de 2018, la commune de Montpeyroux est classée en zone 2, à savoir zone à potentiel radon faible mais sur lesquelles des facteurs géologiques particuliers peuvent faciliter le transfert du radon vers les bâtiments.

## Économie

### Revenus
En 2018, la commune compte 584 ménages fiscaux, regroupant 1 417 personnes. La médiane du revenu disponible par unité de consommation est de 21 060 € (20 330 € dans le département).

### Emploi
|                | 2008   | 2013   | 2018   |
| -------------- | ------ | ------ | ------ |
| Commune        | 7,1 %  | 8,1 %  | 10,5 % |
| Département    | 10,1 % | 11,9 % | 12 %   |
| France entière | 8,3 %  | 10 %   | 10 %   |

En 2018, la population âgée de 15 à 64 ans s'élève à 800 personnes, parmi lesquelles on compte 79 % d'actifs (68,5 % ayant un emploi et 10,5 % de chômeurs) et 21 % d'inactifs,. En  2018, le taux de chômage communal (au sens du recensement) des 15-64 ans est inférieur à celui du département, mais supérieur à celui de la France, alors qu'en 2008 il était inférieur à celui de la France.
La commune fait partie de la couronne de l'aire d'attraction de Montpellier, du fait qu'au moins 15 % des actifs travaillent dans le pôle,. Elle compte 234 emplois en 2018, contre 216 en 2013 et 226 en 2008. Le nombre d'actifs ayant un emploi résidant dans la commune est de 555, soit un indicateur de concentration d'emploi de 42,1 % et un taux d'activité parmi les 15 ans ou plus de 58,9 %.
Sur ces 555 actifs de 15 ans ou plus ayant un emploi, 131 travaillent dans la commune, soit 24 % des habitants. Pour se rendre au travail, 86,3 % des habitants utilisent un véhicule personnel ou de fonction à quatre roues, 3,8 % les transports en commun, 5,1 % s'y rendent en deux-roues, à vélo ou à pied et 4,9 % n'ont pas besoin de transport (travail au domicile).

### Activités hors agriculture

#### Secteurs d'activités
128 établissements sont implantés  à Montpeyroux au 31 décembre 2019. Le tableau ci-dessous en détaille le nombre par secteur d'activité et compare les ratios avec ceux du département,.
| Secteur d'activité                                                                                        | Commune | Commune | Département |
| Secteur d'activité                                                                                        | Nombre  | %       | %           |
| --- | ------- | ------- | ----------- |
| Ensemble                                                                                                  | 128     | 100 %   | (100 %)     |
| Industrie manufacturière, industries extractives et autres                                                | 11      | 8,6 %   | (6,7 %)     |
| Construction                                                                                              | 23      | 18 %    | (14,1 %)    |
| Commerce de gros et de détail, transports, hébergement et restauration                                    | 30      | 23,4 %  | (28 %)      |
| Information et communication                                                                              | 1       | 0,8 %   | (3,3 %)     |
| Activités financières et d'assurance                                                                      | 3       | 2,3 %   | (3,2 %)     |
| Activités immobilières                                                                                    | 6       | 4,7 %   | (5,3 %)     |
| Activités spécialisées, scientifiques et techniques et activités de services administratifs et de soutien | 22      | 17,2 %  | (17,1 %)    |
| Administration publique, enseignement, santé humaine et action sociale                                    | 18      | 14,1 %  | (14,2 %)    |
| Autres activités de services                                                                              | 14      | 10,9 %  | (8,1 %)     |

Le secteur du commerce de gros et de détail, des transports, de l'hébergement et de la restauration est prépondérant sur la commune puisqu'il représente 23,4 % du nombre total d'établissements de la commune (30 sur les 128 entreprises implantées  à Montpeyroux), contre 28 % au niveau départemental.

#### Entreprises et commerces
Les cinq entreprises ayant leur siège social sur le territoire communal qui génèrent le plus de chiffre d'affaires en 2020 sont : 
- Societe D'investissement Et De Gestion En Restauration Collective SIg-R.c, services administratifs combinés de bureau (380 k€)
- Aigueliere, commerce de gros (commerce interentreprises) de boissons (187 k€)
- Lanoria, restauration traditionnelle (126 k€)
- Mondillon Agency, commerce de gros (commerce interentreprises) non spécialisé (34 k€)
- Valette SAS, location de terrains et d'autres biens immobiliers (27 k€)

Au XIXe siècle, la polyculture (oliviers, céréales et vigne) est progressivement abandonnée au profit d’une production intensive du vin dont l’exportation est facilitée par le port de Sète, le canal du Midi et la création de voies ferrées.
Cependant, une crise de surproduction, une épidémie de phylloxéra et de mildiou portent une grave atteinte à cette économie en pleine expansion. La greffe de plants américains permet néanmoins la reconstruction du vignoble.
Aujourd'hui[Quand ?], la principale activité économique présente à Montpeyroux est la viticulture. La commune compte plusieurs exploitants privés produisant l'appellation montpeyroux mais aussi une cave coopérative fondée en 1950. Il s'agit d'une des dernières caves coopératives fondées dans le Languedoc.

### Agriculture
La commune est dans le « Soubergues », une petite région agricole occupant le nord-est du département de l'Hérault. En 2020, l'orientation technico-économique de l'agriculture  sur la commune est la viticulture.
|               | 1988 | 2000  | 2010  | 2020 |
| ------------- | ---- | ----- | ----- | ---- |
| Exploitations | 99   | 82    | 82    | 69   |
| SAU (ha)      | 949  | 1 043 | 1 400 | 903  |

Le nombre d'exploitations agricoles en activité et ayant leur siège dans la commune est passé de 99 lors du recensement agricole de 1988  à 82 en 2000 puis à 82 en 2010 et enfin à 69 en 2020, soit une baisse de 30 % en 32 ans. Le même mouvement est observé à l'échelle du département qui a perdu pendant cette période 67 % de ses exploitations,. La surface agricole utilisée sur la commune a également diminué, passant de 949 ha en 1988 à 903 ha en 2020. Parallèlement la surface agricole utilisée moyenne par exploitation a augmenté, passant de 10 à 13 ha.

## Histoire
Le quartier de la Dysse constitue la première forme d’habitat à Montpeyroux. Toutefois, conséquence des nécessités de concentration et de protection des populations au Moyen-âge. Un bourg situé au pied du château se développe progressivement au détriment de la Dysse : le « Barry » (le faubourg en occitan). Au XIIe siècle, l’église paroissiale Saint-Martin y est transférée.

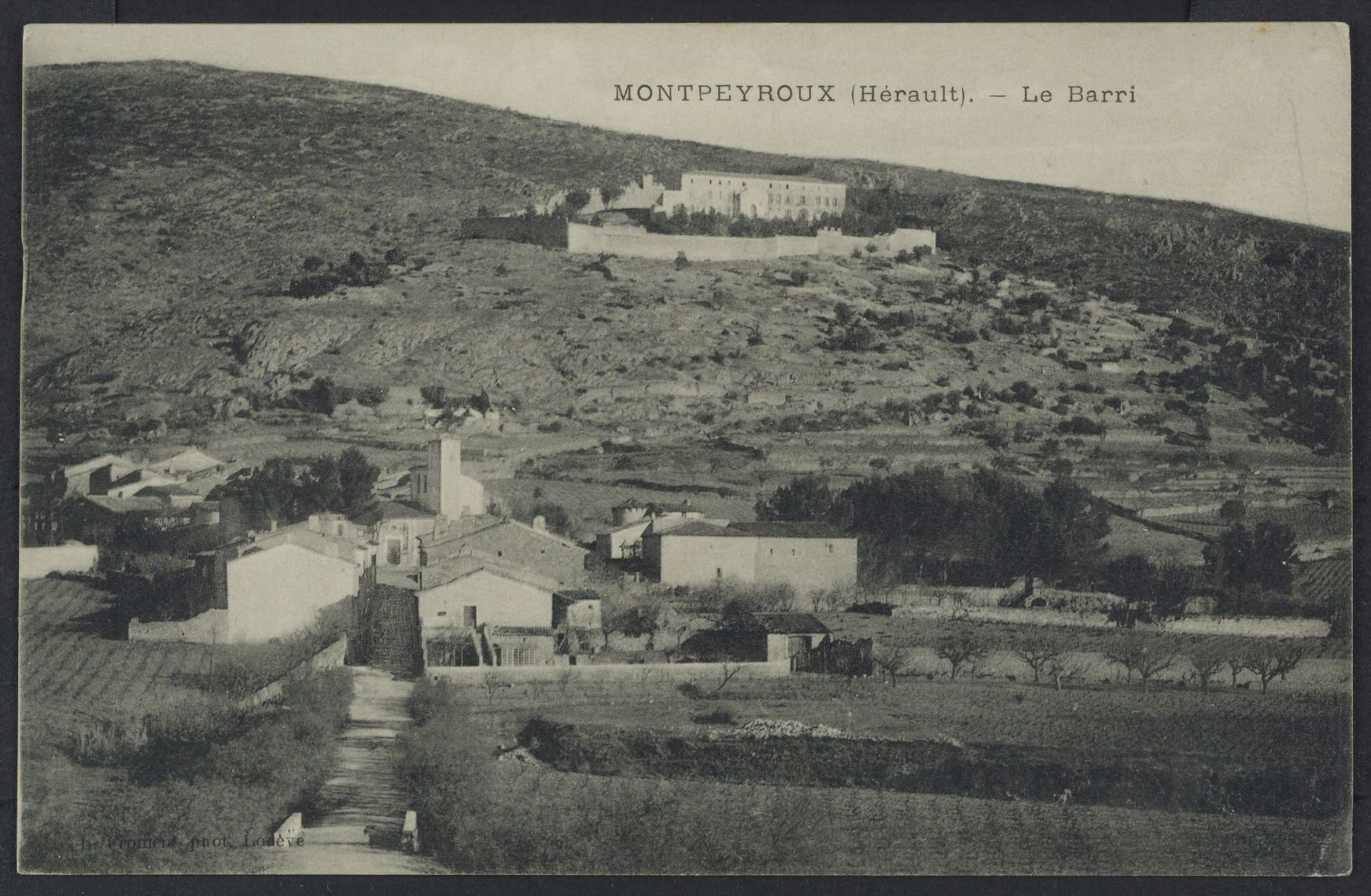
Le Barri : carte postale de la 1e moitié du XXe siècle

Sous l'Ancien Régime, la paroisse de Montpeyroux est placée sous le vocable de Saint-Martin. Il existe également une paroisse annexe sous le vocable de Saint-Étienne des Ors (ou des Airs).
Bien que cités en 1790, les deux hameaux de Saint-Étienne et du Barry ne sont pas érigés en communes.
Lors de la Révolution française, les citoyens de la commune se réunissent au sein de la société révolutionnaire, baptisée « société populaire », qui compte 42 membres en vendémiaire an III.

## Politique et administration

### Tendances politiques et résultats
Les résultats électoraux présentés dans le tableau ci-dessous démontrent une surreprésentation de la gauche radicale et de l'extrême-droite au sein de la commune, par rapport au niveau national, au détriment des forces plus centrales.
| Scrutin             | Scrutin             | 1er tour | 1er tour    | 1er tour | 1er tour | 1er tour  | 1er tour | 1er tour | 1er tour   | 1er tour | 1er tour | 1er tour   | 1er tour | 2d tour | 2d tour | 2d tour | 2d tour | 2d tour | 2d tour |
| Scrutin             | Scrutin             | 1er      | 1er         | %        | 2e       | 2e        | %        | 3e       | 3e         | %        | 4e       | 4e         | %        | 1er     | 1er     | %       | 2e      | 2e      | %       |
| ------------------- | ------------------- | -------- | ----------- | -------- | -------- | --------- | -------- | -------- | ---------- | -------- | -------- | ---------- | -------- | ------- | ------- | ------- | ------- | ------- | ------- |
| Présidentielle 2017 | Présidentielle 2017 |          | LFI         | 26,91    |          | FN        | 24,29    |          | EM         | 19,04    |          | LR         | 13,57    |         | EM      | 58,32   |         | FN      | 41,68   |
| Présidentielle 2022 | Présidentielle 2022 |          | LFI         | 28,36    |          | RN        | 24,81    |          | LREM       | 20,80    |          | REC        | 6,01     |         | LREM    | 50,64   |         | RN      | 49,36   |
| Législatives 2022   | 4e                  |          | LFI (NUPES) | 30,91    |          | RN        | 23,50    |          | LREM (ENS) | 18,61    |          | PS (diss.) | 10,73    |         | LFI     | 54,99   |         | RN      | 45,01   |
| Législatives 2024   | 4e                  |          | RN          | 39,31    |          | LFI (NFP) | 38,60    |          | HOR (ENS)  | 19,60    |          | REC        | 1,43     |         | LFI     | 54,01   |         | RN      | 45,99   |

### Liste des maires
| Période   | Période   | Identité          | Étiquette    | Qualité                          |
| --------- | --------- | ----------------- | ------------ | -------------------------------- |
| 1947      | 1953      | Jean Fobis        |              |                                  |
| 1953      | 1977      | Michel Teisserenc |              |                                  |
| 1977      | mars 1995 | Auguste Commeyras |              |                                  |
| mars 1995 | En cours  | Claude Carceller  | UMP puis DVD | Retraité de la Fonction publique |

## Démographie
Au dernier recensement, la commune comptait 1418 habitants.
| 1793  | 1800  | 1806  | 1821  | 1831  | 1836  | 1841  | 1846  | 1851  |
| ----- | ----- | ----- | ----- | ----- | ----- | ----- | ----- | ----- |
| 1 456 | 1 500 | 1 703 | 1 650 | 1 713 | 1 606 | 1 450 | 1 448 | 1 431 |

| 1856  | 1861  | 1866  | 1872  | 1876  | 1881  | 1886  | 1891  | 1896  |
| ----- | ----- | ----- | ----- | ----- | ----- | ----- | ----- | ----- |
| 1 370 | 1 348 | 1 343 | 1 345 | 1 492 | 1 312 | 1 167 | 1 152 | 1 207 |

| 1901  | 1906  | 1911  | 1921  | 1926 | 1931 | 1936 | 1946 | 1954 |
| ----- | ----- | ----- | ----- | ---- | ---- | ---- | ---- | ---- |
| 1 309 | 1 250 | 1 144 | 1 045 | 957  | 955  | 914  | 783  | 718  |

| 1962 | 1968 | 1975 | 1982 | 1990 | 1999  | 2006  | 2008  | 2013  |
| ---- | ---- | ---- | ---- | ---- | ----- | ----- | ----- | ----- |
| 779  | 845  | 779  | 806  | 947  | 1 084 | 1 170 | 1 195 | 1 298 |

| 2018  | 2022  | - | - | - | - | - | - | - |
| ----- | ----- | - | - | - | - | - | - | - |
| 1 347 | 1 418 | - | - | - | - | - | - | - |

## Culture locale et patrimoine

### Lieux et monuments
- Église de l'Assomption de Montpeyroux.
- Église Saint-Martin du Barry. L'édifice est référencé dans la base Mérimée et à l'Inventaire général Région Occitanie[41].
- Chapelle Saint-Étienne de l'Herms de Saint-Étienne-les-Bains ;
- Chapelle du Sacré-Cœur de la Meillade ;
- Le Castellas de Montpeyroux est un ancien château. Il reste quelques vestiges et des fouilles ont été entreprises il y a plusieurs années.

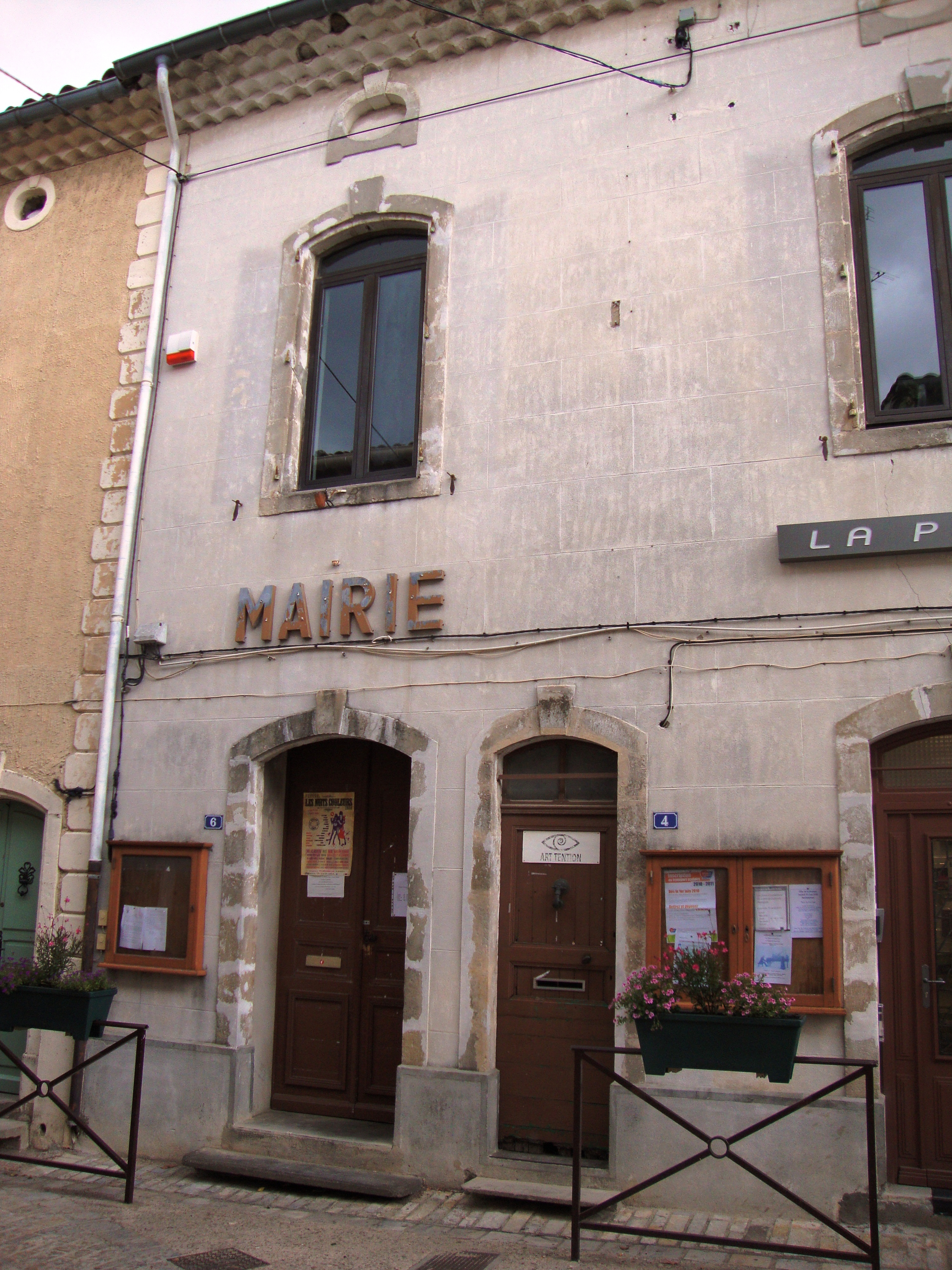
Mairie de Montpeyroux.
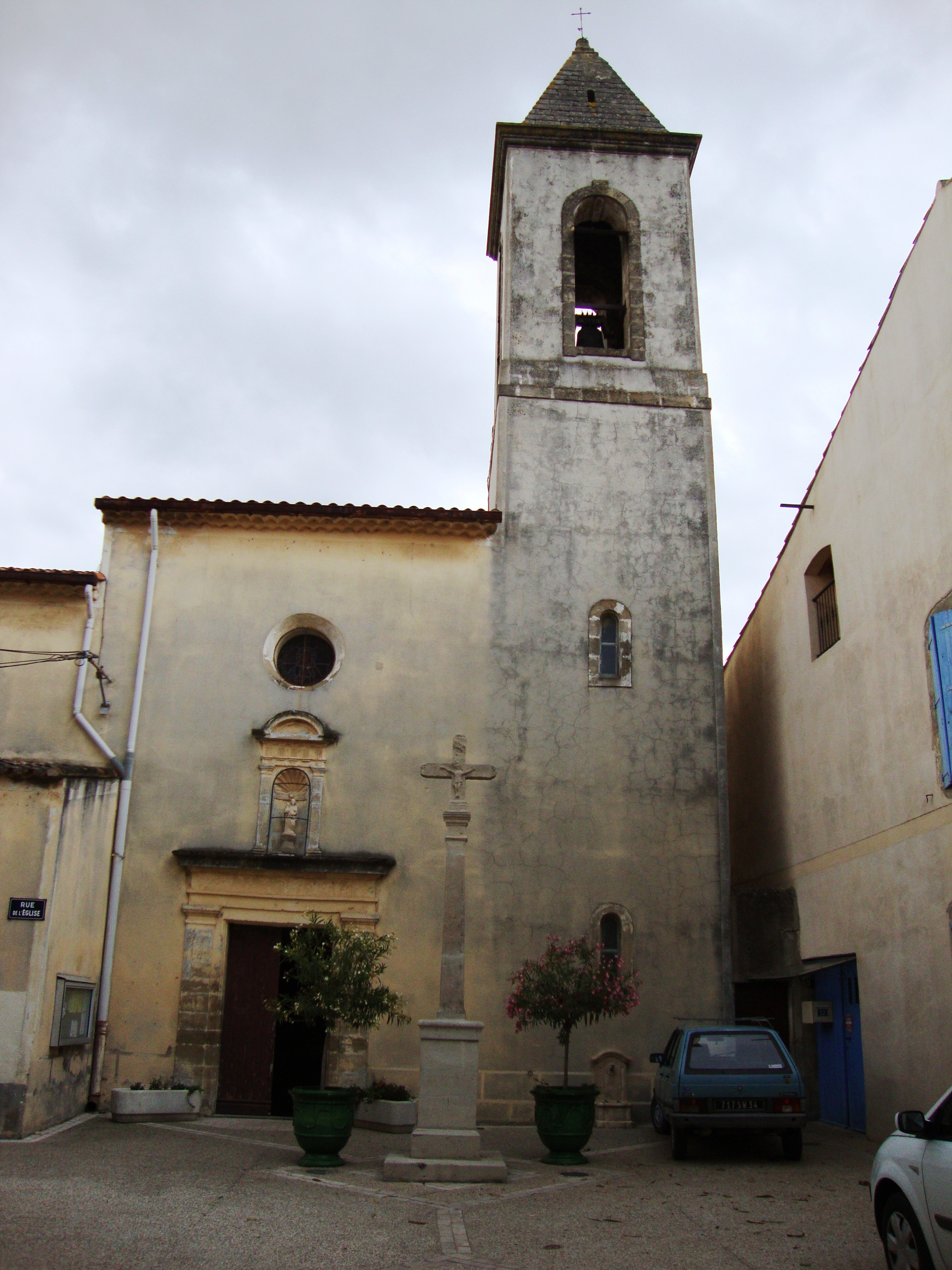
Église de l'Assomption.
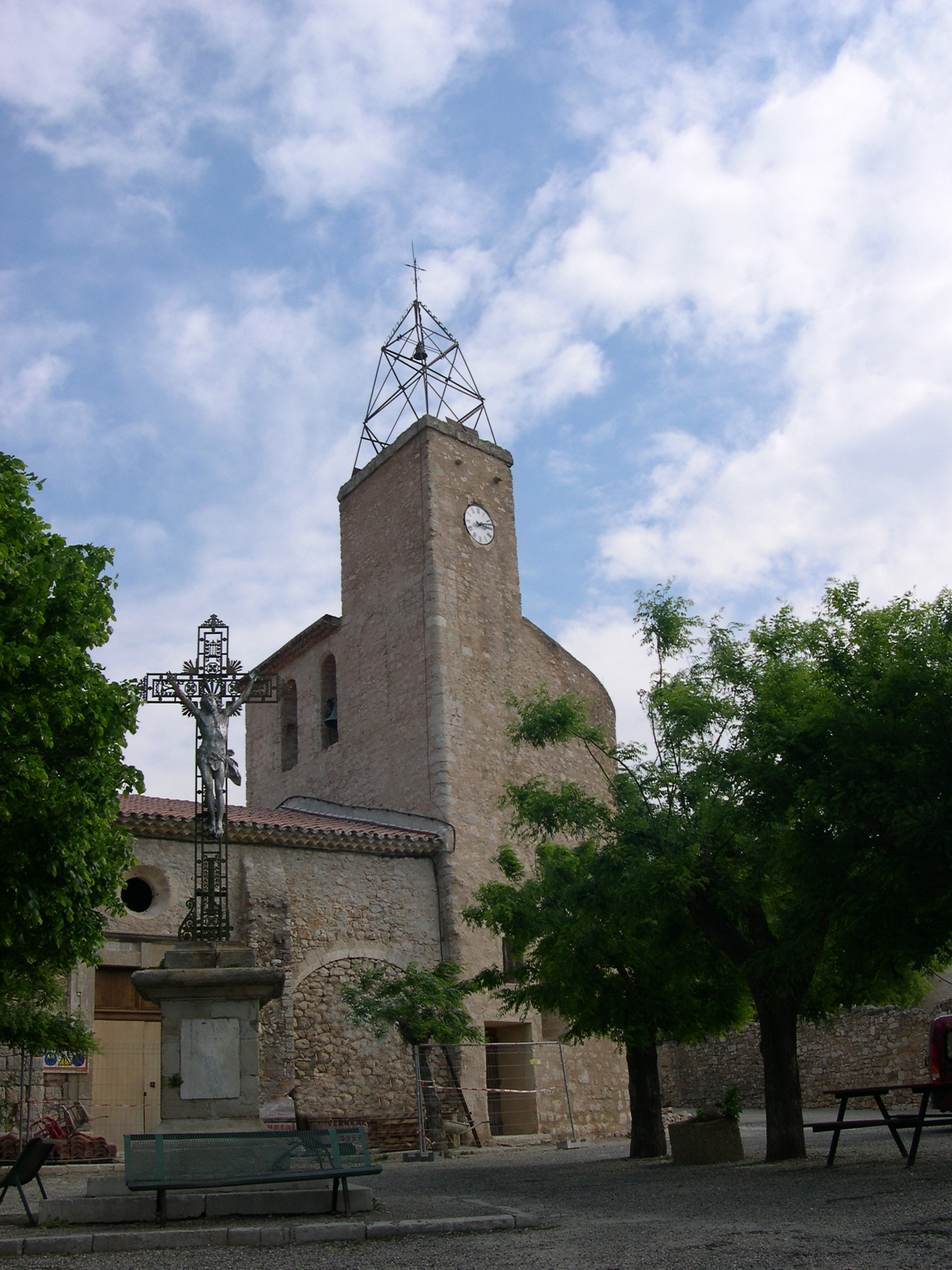
Église Saint-Martin du Barry.
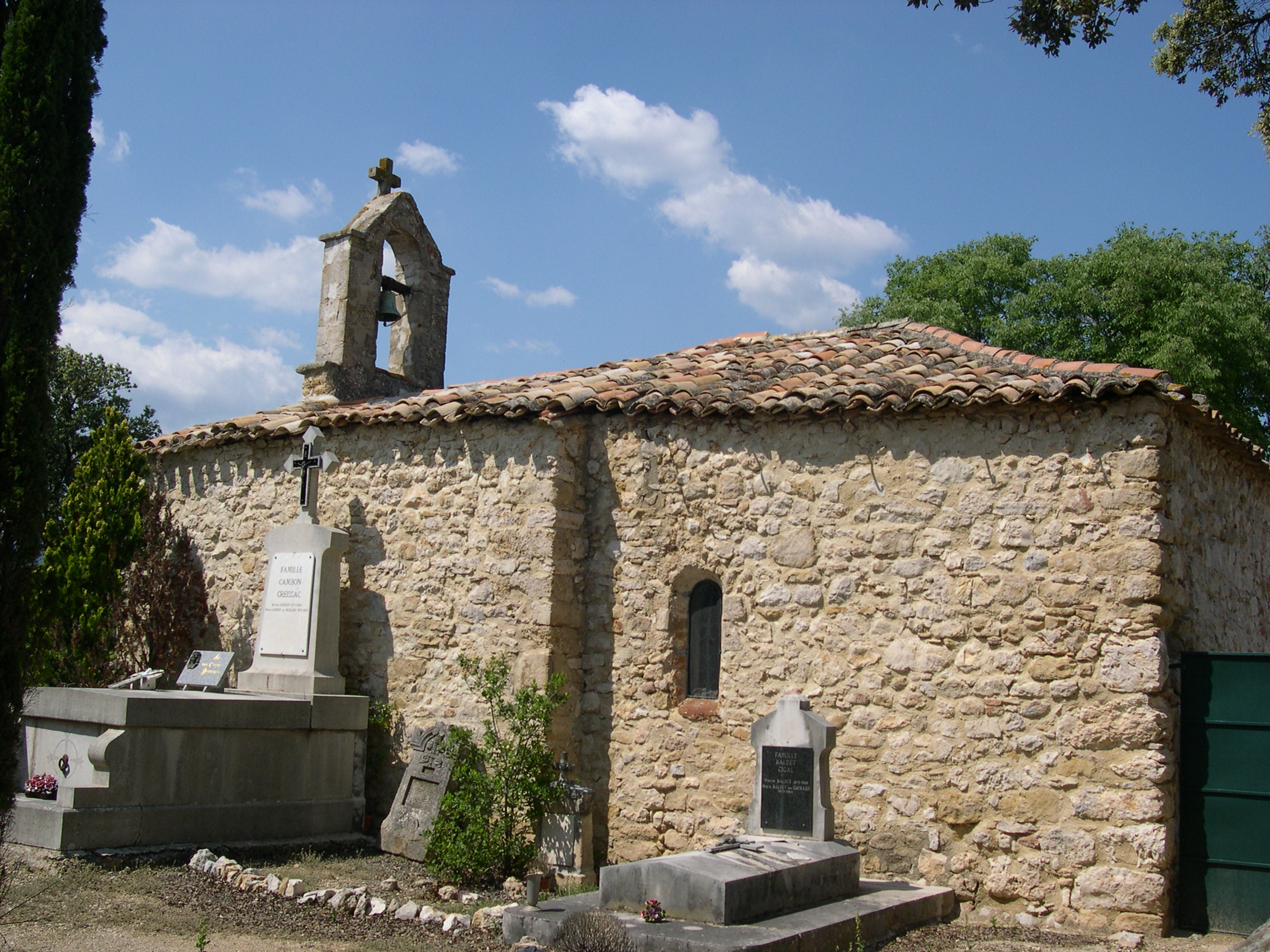
Chapelle Saint-Étienne de l'Herms.
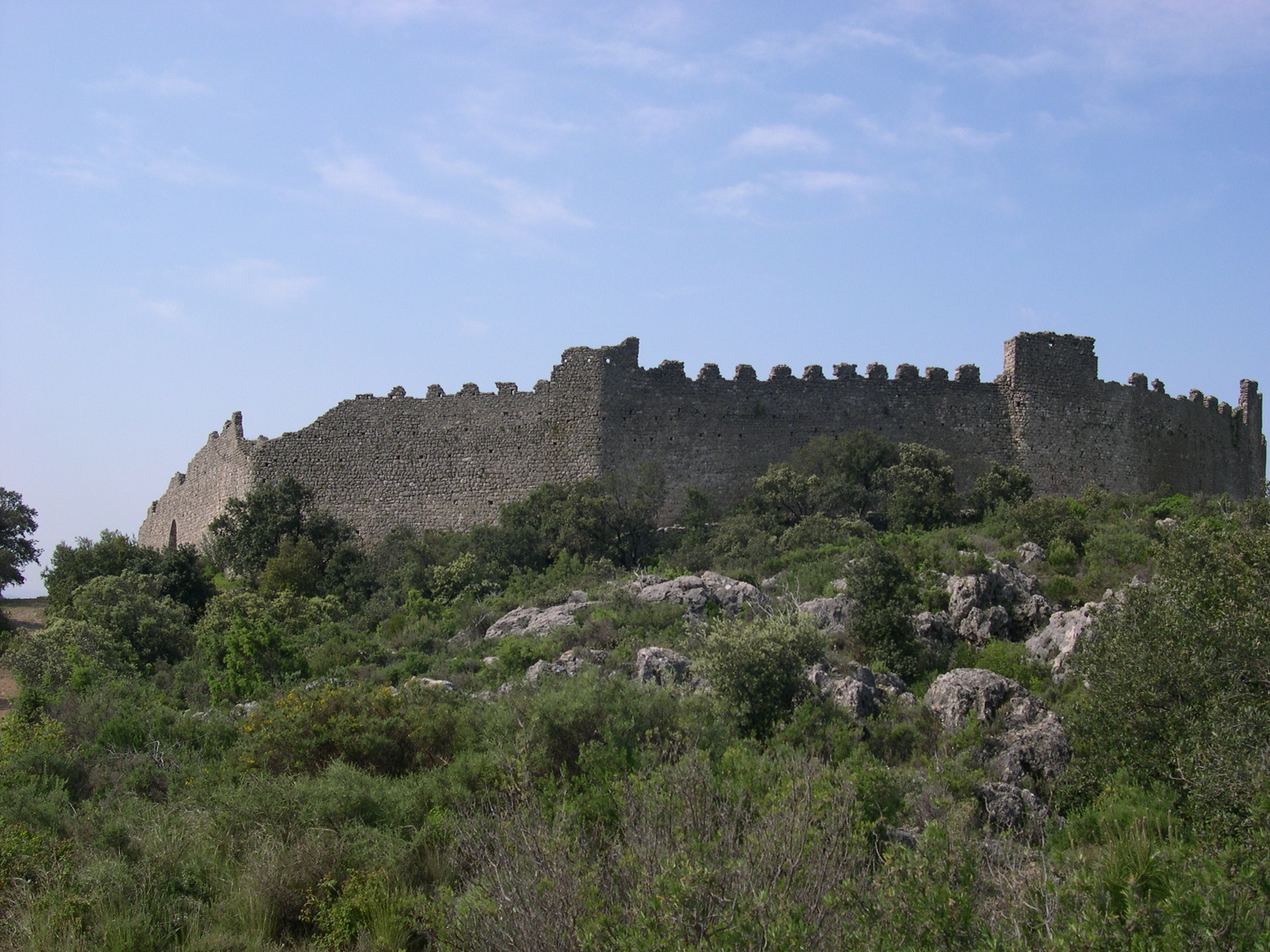
Le castellas.

### Personnalités liées à la commune
- Guillaume de Mandagout, cardinal et recteur du Comtat Venaissin au XIVe siècle ;
- Constant Blaquière (1864-1948), abbé, historien local et poète français.

### Héraldique
|  | Les armoiries de Montpeyroux se blasonnent ainsi : Fascé d'or et d'azur, au chef soudé d'argent. |